# Tschekalin
Tschekalin (russisch Чекалин), ehemals Lichwin (Лихвин) ist eine Kleinstadt im Rajon Kirejewsk der Oblast Tula in Russland. Die Stadt liegt am linken Flussufer der Oka.
Die Einwohnerzahl beträgt 994 (Stand 14. Oktober 2010). Damit ist Tschekalin die kleinste Stadt Russlands.

## Geschichte
Die Stadt wurde 1565 unter dem Namen Lichwin gegründet.
Im Zweiten Weltkrieg war die Stadt vom 22. Oktober bis 27. Dezember 1941 von der deutschen Wehrmacht besetzt. 1944 erfolgte die Umbenennung von Lichwin in Tschekalin zu Ehren des sowjetischen Partisanen Alexander Tschekalin, der hier am 6. November 1941 im Alter von 16 Jahren gehängt worden war.

### Bevölkerungsentwicklung
| Jahr | Einwohner |
| ---- | --------- |
| 1897 | 1612      |
| 1939 | 2384      |
| 1959 | 2208      |
| 1970 | 2085      |
| 1979 | 1725      |
| 1989 | 1319      |
| 2002 | 1151      |
| 2010 | 994       |

Anmerkung: Volkszählungsdaten

## Söhne und Töchter der Stadt
- Iwan Trutnew (1827–1912), Maler